# XXII Первородный легион
Легион XXII «Примигения» (лат. Legio XXII Primigenia Pia VI Fidelis VI Domitiana Antoniniana Alexandriana) — римский легион, сформированный Калигулой в 39 году. Прекратил своё существование в начале IV века. Эмблемы легиона — единорог и Геркулес.

## Основание
По общепринятому мнению, основанному на источниках, оставленных Плутархом и Тацитом, легион был основан Калигулой для его германского похода 39 года. Наименование Primigenia они трактуют в честь наиболее почитаемой императором богини — Фортуны, которые римляне часто называли «Перворожденной» (по лат. Primigenia — «Перворожденная»).
Однако Р. Канья в своей статье «Легион» из словаря «Le Dictionnaire des Antiquités Grecques et Romaines de Daremberg et Saglio» утверждает, что легион был сформирован Клавдием на замену тем легионам, которые он перевел в Британию из Германии. Порядковый номер указывает на то, что легион создавался раздвоением легиона XXII Deiotariana.

## Боевой путь
В 39 году легион перешёл через Альпы в долину Рейна. Первое сражение произошло в окрестностях Висбадена. Легион встал лагерем в Ксантене вместе с легионом XXI Rapax.
В 40—41 годах участвовал в двух кампаниях на Рейне под командованием Авла Габиния Секунда и Гальбы. По возвращении встал лагерем в Могонтиаке.
В 69 году поддержал Вителлия, подразделение легиона присоединилось к армии, идущей на Рим, после чего участвовало в битве при Кремоне, оказавшись на стороне побеждённых.
Под командованием Гая Дилия Вокулы легион участвовал в подавлении батавского восстания в 69—70 годах. Был в составе сил, направленных на спасение легионов в Ксантене, затем успешно оборонял Могунтиак, однако в конце концов оставил его. Входил в армию Квинта Петиллия Цериалиса, подавлявшего восстание.
После подавления восстания короткое время был в Виндобоне.
В 89 году участвовал в подавлении восстания Сатурнина, за что получил титул Pia Fidelis Domitiana («Верный и преданный Домициану»).
С 90 года легион постоянно стоял лагерем в Могунтиаке. На протяжении I и II столетий, участвовал в войнах с даками, использовался на строительстве[чего?]. Части легиона принимали участие в парфянской кампании Луция Вера и в маркоманской войне.
В 193 году выступил на стороне Септимия Севера. Участвовал в кампании против Клодия Альбина в 194 году, оборонял Трир. Позже участвовал в битве при Лионе, потом в экспедиции Септимия Севера в Шотландию.
В 213 году получил титул Antoniniana («Легион Антонинов») за участие в кампании Каракаллы в Германии.
В 233 году участвовал в кампании Александра Севера против сасанидов, за что получил титул Alexandriana («Легион Александра»).
В 235 году выступил против алеманнов.
В 260 году выступил на стороне Галлиена против Постума и получил титул Pia VI Fidelis VI. Позже принимал участие в кампании против вестготов.
В 268 году, после смерти Галлиена, перешёл под командование Лелиана. С 268 по 274 год находился под командованием императоров Галльской империи. В 274 году Аврелиан вернул Галлию под управление Рима. Легион по-прежнему размещался в Могунтиаке.

## Расформирование
Последние записи о легионе относятся ко времени Константина Великого (306—337). В это время легион был расформирован. Достоверно известно, что во времена Констанция II легиона уже не существовало.